# Třída Caracciolo
Třída Caracciolo byla třída čtyř bitevních lodí, které italská Regia Marina rozestavěla před zapojením země do první světové války. V roce 1916 byl jejich stavební program zastaven, dokončena nebyla ani jedna loď, ovšem například jejich kanóny byly používány ještě za druhé světové války monitorem Faà di Bruno či pobřežními bateriemi.

## Pozadí vzniku
Po šesti dreadnoughtech tříd Dante Alighieri, třídy Conte di Cavour a třídy Andrea Doria měly italské námořnictvo posílit nová plavidla, lišící se zejména silnější výzbrojí 381mm kanóny. V letech 1914–1915 začaly práce na celkem čtyřech bitevních lodích této třídy. Situaci ale změnil vstup, dosud neutrální, Itálie do světové války. V březnu 1916 byl celý program zastaven. Trup Francesco Caracciolo byl po válce spuštěn na vodu a později sešrotován. Sešrotovány byly i zbylé tři kusy. Cristoforo Colombo byl hotov z 5,5%, v případě Marcantonio Colonna a Francesco Morosini to bylo ještě méně.
Některé prvky ale byly využity jinak. Například 381mm kanóny, vyrobené pro třídu Caracciolo, byly využity jako výzbroj monitoru Faà di Bruno , plovoucích či pobřežních baterií. Italský monitor Faà di Bruno a některé pobřežní baterie jimi byly vyzbrojeny ještě během druhé světové války.

## Konstrukce
Hlavní výzbroj mělo tvořit osm 381mm kanónů umístěných ve čtyřech dvoudělových věžích. Sekundární výzbroj tvořilo dvanáct 152mm kanónů v kasematech a osm 102mm kanónů. Lehkou výzbrojí bylo dvanáct 40mm kanónů a plavidla měla nést rovněž osm torpédometů. Pohonný systém tvořily čtyři turbíny a 20 kotlů. Lodní šrouby byly čtyři. Tato třída měla dosahovat vysoké rychlosti 28 uzlů.